# Seán Flanagan
Seán Flanagan (ur. 26 lutego 1922 w Ballyhaunis w hrabstwie Mayo, zm. 5 lutego 1993 w Dublinie) – irlandzki polityk, prawnik i zawodnik futbolu gaelickiego. Teachta Dála, poseł do Parlamentu Europejskiego I i II kadencji, minister zdrowia (1966–1969) i ziemi (1969–1973).

## Życiorys
Pochodzi z rodziny o tradycjach politycznych, jego ojciec był nauczycielem. Od młodości uprawiał futbol gaelicki w drużynie Mayo GAA, kontynuując karierę aż do lat 50. Był kapitanem drużyny, która zdobyła mistrzostwo Irlandii w 1950 i 1951, dwukrotnie wygrywał też rozgrywki ligowe (w 1949 i 1954). Z wykształcenia prawnik, absolwent University College Dublin. Uzyskał uprawnienia solicitora i otworzył kancelarię w Ballaghadereen.
Zaangażował się w działalność polityczną w ramach Fianna Fáil. W latach 1951–1977 członek Dáil Éireann od 14. do 20. kadencji, później bez powodzenia ubiegał się o reelekcję. Należał także do Zgromadzenia Parlamentarnego Rady Europy. Od 1965 zajmował stanowisko parlamentarnego sekretarza stanu przy ministrze przemysłu i handlu. Następnie kierował resortami zdrowia (do 1969) i ziemi (do 1973) w gabinetach kierowanych przez Jacka Lyncha. W 1979 i 1984 wybierano go posłem do Parlamentu Europejskiego. Należał do Europejskich Progresywnych Demokratów (I kadencja, w tym od 1979 do 1981 wiceprzewodniczący) oraz Europejskiego Sojuszu Demokratycznego (II kadencja).

## Życie prywatne
Od 1950 żonaty z Mary Patricią Doherty, mieli dwóch synów i pięć córek.